# Hugh Seton-Watson
George Hugh Nicholas Seton-Watson, född den 15 februari 1916 i London, död den 19 december 1984 i Washington, var en brittisk historiker, som varprofessor i rysk historia 1951–1983 och chef för School of Slavonic and East European Studies vid University of London. Han var son till Robert Seton-Watson.

## Nationalismforskning
Seton-Watsons verk Nations and States (1977) har ett teoretiskt släktskap med Karl W. Deutsch. I sitt förord påpekar han sin tacksamhetsskuld till Anthony D. Smith och Deutsch, men att han inte har försökt att gå i deras fotspår. Hans analys är alltså inte alldeles för enkel att placera inom forskningsfältet. Men ett par citat får tjäna som tolkning. "Det fanns stater långt före det fanns nationer", påpekar han redan på bokens första sida och slår därmed fast att nationen är en historiskt betingad gemenskap, som mer baserar sig på en kulturellt framvuxen homogenisering än på statsrättsliga och politiska normer. "En nation är en gemenskap av människor vars medlemmar knyts samman av en känsla av solidaritet, gemensam kultur och nationellt medvetande", förtydligar han. Han söker dock inte analysera nationalismen som en doktrin, eller samla uttryck för nationalistisk retorik. Hans teoretiska ambitioner sträcker sig vidare än så; han strävar efter att täcka in en förståelse för hela den europeiska kultursfärens - samt större delen av Asiens och Afrikas - nationsbildande historieprocesser. 
Här fokuseras med andra ord på de nationalistiska självständighetsrörelserna och deras inflytande över nationalstaternas formering. I analysen inbegrips också de nationalistiska rörelsernas inbördes påverkan olika nationer emellan. Seton-Watson gör iakttagelsen att de nationalistiska rörelserna i Västeuropa ofta influerat utomeuropeiska självständighetsrörelser till att kopiera nationalistiskt idégods för terrotorieanspråk och kulturella homogeniseringssträvanden.
Nations and States föregick 1980-talets dekonstruktivistiskt inspirerade teoribyggen, vilket tillåter hans ambitiösa historiska perspektiv. Han kan därmed tillskrivas den primordialistiska teoriansatsen inom nationalismforskning. Detta innebär att han såg det nationalistiska tänkandet som ett djupt rotat mänskligt särdrag, vilket har sin grund i såväl den mänskliga naturen som vårt sociala arv från den mångtusenåriga agrarhistorien. Ett eventuellt förnekande av detta mentala arv är något han anser bäddar för fatala konsekvenser såväl för statsbildningar som för enskilda individer. Den nationella medvetenheten fungerar med hans perspektiv därför paradoxalt nog som värn mot allehanda kollektivistisk fanatism i form av nazism och sovjetdiktatur. "Ett förnekande av nationalmedvetande och nationellt arv är inte bara ett tecken på politisk ohälsa snarare än hälsa, utan är i sig själv ett brott mot civilisationen." 
I slutsummeringen Nations and States sveper resonemanget över gigantiska analysområden, och diskussionen är brokig. Seton-Watson knyter dock ihop den analytiska säcken vid kapitlets slut genom att återigen inskärpa att det nationella medvetandet - i sig självt och som sådant taget - inte är av ondo, utan tvärtom närmast naturgivet. Mänskligheten måste lära sig att hantera de inomnationella kulturernas (etniciteternas) agerande på det nationella såväl som på det internationella planet, precis som vi rätt måste hantera klasskonflikter och sociala orättvisor. I annat fall riskerar mänskligheten att gå under. Ingen av dessa sistnämnda faktorer kan nämligen enligt Seton-Watson reduceras enbart till frågor om ideologier eller nystöpta produkter ur industrisamhällets smältdegel. 
I Seton-Watsons analys tycks världens samlade nationalismer följa en närmast universell historieplan. Liksom också Herder en gång vid 1700-talets slut proklamerade, kan endast det folk som rätt inser sin egenart och dess inneboende värde leva tryggt och i harmoni med de andra folken och nationerna. Seton-Watson tycks instämma i denna herderska essentialism.